# Andreas Mühlfeld
Andreas Mühlfeld (* 8. Juli 1961 in Berlin-Ost) ist ein deutscher Tischtennisspieler. Er gehörte in den 1980er Jahren zu den besten Spielern der DDR und gewann dreimal hintereinander die DDR-Meisterschaft im Einzel.

## Nationale Erfolge
Bei den nationalen Meisterschaft der DDR gewann Andreas Mühlfeld insgesamt acht Titel. Von 1985 bis 1987 wurde er dreimal in Folge DDR-Meister im Einzel. Den Doppelwettbewerb gewann er 1983 (mit Bernhard Thiel) sowie 1988 und 1989 (mit Michael Rosonsky). Im Mixed holte er 1988 und 1989 (jeweils mit Gabriele Oerlicke) den Titel. Mit Platz 2 musste er sich mehrfach begnügen: im Einzel 1981, 1984 und 1990, im Doppel 1981 und 1985 (mit Bernhard Thiel) sowie 1989 im Mixed (mit Gabriele Oerlicke).
Mühlfeld spielte für die DDR-Vereine BSG Turbine Gaswerke Berlin-Köpenick (zusammen mit seinem Bruder Henri) und nach Umbenennung BSG Turbine Energiekombinat Berlin. 1991 wechselte er zum TTC Düppel Berlin, später zum Finower TTC und Tennis Borussia Berlin (2007). Bis zur Spielzeit 2013/2014 gehörte er zum Kader vom TTC Börde Magdeburg. In der Spielzeit 2014/15 spielt er in der 2. Mannschaft der Füchse Berlin in der Oberliga Nord-Ost.  Nach einer Saison in der Verbandsliga Berlin (bei seinem mittlerweile in Köpenicker SV Ajax umbenannten Stammverein) spielte Mühlfeld ab 2016/2017 zwei Saisons in der Verbandsoberliga Ost des NTTV beim Cottbuser Tischtennis-Team. Im Anschluss wechselte er zum TTC Börde Magdeburg. Dort spielt er in der Saison 2020/21 im hinteren Paarkreuz der 1. Mannschaft in der Oberliga Mitte (5. Liga). Nach wie vor weist er eine positive Spielbilanz auf und gehört zu den erfahrensten und erfolgreichsten Spielern seiner Altersklasse in Deutschland.

## International
Da sich die DDR im Tischtennis ab 1972 international abkapselte, hatte Andreas Mühlfeld keine Gelegenheit, sich international zu profilieren. Nach der Wende nahm er 1990 in Göteborg für die DDR im Mannschafts-,  Einzel- und Doppelwettbewerb an der Europameisterschaft teil.